# 奥香織
奥 香織（おく かおり）は、日本の漫画家、イラストレーター。

## 作品リスト

### 漫画作品

#### 連載
- 「ゼロから始める事故物件生活」（原案：松原タニシ [2]、『やわらかスピリッツ』2018年 - 2019年）

#### 読み切り
- 「スキヤキ」（『月刊ヤングマガジン』2014年4号）[3]
- 「ピザ・トーク」（『週刊ヤングマガジン』2015年53号）[1][4]
- 「海獣」（『月刊ヤングマガジン』2016年11号）[5]

### 書籍
- 『ゼロから始める事故物件生活』全3巻（原案：松原タニシ、作画：奥香織、小学館、ビッグコミックススペシャル）
  - 1巻、2019年3月29日発売、ISBN 978-4-09860275-9 [6]
  - 2巻、2019年7月30日発売、ISBN 978-4-09860421-0
  - 3巻、2019年11月29日発売、ISBN 978-4-09860501-9